# César Falentin de Saintenac
Jean Baptiste César de Falentin de Saintenac est un homme politique français né le 4 novembre 1757 à Pamiers (Ariège) et mort le 2 janvier 1831 à Toulouse (Haute-Garonne).

## Biographie
Propriétaire terrien, maire de Pamiers, conseiller de préfecture, conseiller général et président du conseil général, il est député de l'Ariège de 1821 à 1830, siégeant dans la majorité soutenant les ministères de la Restauration. Il est le père de Joseph Falentin de Saintenac.

## Sources
- « César Falentin de Saintenac », dans Adolphe Robert et Gaston Cougny, Dictionnaire des parlementaires français, Edgar Bourloton, 1889-1891 [détail de l’édition]